# Desa Wonoroto (administrativ by i Indonesien, lat -7,84, long 109,94)
Desa Wonoroto är en administrativ by i Indonesien.   Den ligger i provinsen Jawa Tengah, i den västra delen av landet, 400 km sydost om huvudstaden Jakarta.